# Връхника
Връхника е град в Словения. Намира се на 21 километра от столицата Любляна. Населението на града е около 8450 души. През града минава река Любляница и магистрала А1 от Марибор до Копер.